# Amblyramphus holosericeus
El federal (Amblyramphus holosericeus) es una especie de ave paseriforme de la familia Icteridae, que habita en los humedales de Sudamérica. Es monotípico en su género.
Esta especie mide unos 24 cm. El pico es largo, fino y muy agudo. Los ejemplares jóvenes tienen el plumaje totalmente negro; las plumas anaranjadas primero aparecen en su pecho y garganta, después se van extendiendo hacia la nuca, cabeza y cadera. La onomatopeya de su canto se puede describir como 'clir-clir-clur, clulululu'.
Los federales se ven en parejas en los humedales del sur de Brasil, Paraguay, Uruguay y el nordeste de Argentina; en Bolivia hay una población reducida a altitudes de unos 600 m. Se suelen amontonar en lo alto de una planta.
Mayormente se alimentan de fruta, complementándola con semillas, insectos y otros invertebrados. Utilizan su pico a modo de martillo para abrir los alimentos.
Los federales son monógamos, y los territorios se agrupan. El nido tiene forma de taza abierta, ubicado encima de un arbusto o bien tejido en la vegetación, en el mismo ponen dos huevos.
El federal fue declarado monumento natural en Entre Ríos en Argentina mediante la resolución n.º 0851 DGRN de 22 de junio de 2015.